# Louis Gruenberg
Louis Gruenberg, född 3 augusti 1884 i Brest-Litovsk, död 10 juni 1964 i Beverly Hills, var en rysk-amerikansk tonsättare.
Louis Gruenberg fick sin grundläggande utbildning i USA. Från 1903 var han under flera år elev till Ferruccio Busoni i Berlin och studerade även vid konservatoriet i Wien. Han debuterade som pianist i Berlin 1912 och vann stort anseende men övergick 1919 till tonsättarverksamhet i en modern rytmisk stil, som närmade sig jazzen. Gruenbergs verk omfattade operor (mest känd är Emperor Jones, baserad på Eugene O'Neills pjäs, 1932) och operetter, orkesterverk, kammarmusik, sånger med mera. Gruenberg var även verksam som musikpedagog och var ordförande i den amerikanska sektionen av International Society for Contemporary Music.